# NGC 3021
NGC 3021 (również PGC 28357 lub UGC 5280) – galaktyka spiralna (Sbc), znajdująca się w gwiazdozbiorze Małego Lwa w odległości około 93 milionów lat świetlnych. Została odkryta 7 grudnia 1785 roku przez Williama Herschela.
W galaktyce tej zaobserwowano supernową SN 1995al.